# Tulsa Shock
Die Tulsa Shock waren eine US-amerikanische Damen-Basketball-Mannschaft der Women’s National Basketball Association mit Sitz in Tulsa im US-Bundesstaat Oklahoma.
Das Franchise wurde 1998 unter dem Namen Detroit Shock gegründet und nahm zum Beginn der Saison 1998 den Spielbetrieb auf. In den Saisons 2003, 2006 und 2008 konnten die Shock die WNBA-Meisterschaft gewinnen. Vor der Saison 2010 zog das Franchise nach Tulsa um, wobei der Name des Franchise beibehalten wurde. Lediglich die Teamfarben änderten sich von blau, weiß, rot in schwarz, rot, goldfarben. Zur Saison 2016 zog das Franchise in die Region Dallas/Fort Worth in Texas um. Am 2. November 2015 wurde die Umbenennung in Dallas Wings bekannt gegeben.

## Geschichte

### Detroit Shock (1998 bis 2009)
- Hauptartikel: Detroit Shock

Die Detroit Shock wurden 1997 gegründet und waren die erste professionelle Damen-Basketballmannschaft in Michigan. Sie gewannen 2003, 2006 und 2008 die WNBA-Meisterschaft, wodurch sie nach den Houston Comets (4 Titel) die erfolgreichste Mannschaft der WNBA waren.

### Tulsa Shock (2010 bis 2015)

#### Umsiedlung von Detroit nach Tulsa
Am 20. Oktober 2009 verlautbarte WNBA-Präsidentin Donna Orender gemeinsam mit den Investoren Bill Cameron, David Box, Tulsa-Bürgermeisterin Kathy Tylor, dem Gouverneur von Oklahoma Brad Henry und Cheftrainer Nolan Richardson, dass das Franchise der Detroit Shock nach Tulsa umgesiedelt wird. Am 23. Januar 2010 wurde bekannt gegeben, dass sich der Teamname nicht ändern wird, jedoch die Teamfarben, die ab der Saison 2010 schwarz, rot, goldfarben sind.

#### Sportliche Entwicklung in Tulsa
Das Team konnte in Tulsa nie an die Erfolge aus Detroit anknüpfen. In den sechs Saisons wurde fünfmal die Playoffs verfehlt und viermal der letzte Platz in der Conference erspielt. Die einzige Playoff-Teilnahme in der letzten Saison endete ohne Sieg in der ersten Runde. Das Team in Tulsa weist mit einer Siegquote von 28,9 % die niedrigste in der WNBA-Geschichte auf.

### Dallas Wings (seit 2016)
Zur Saison 2016 zog das Franchise in die Region Dallas/Fort Worth in Texas um. Am 20. Juli 2015 wurde der Umzugsplan bekanntgeben und am 23. Juli durch die WNBA bestätigt. Am 2. November 2015 wurde die Umbenennung in Dallas Wings bekannt gegeben.
 Weitere Geschichte bei: Dallas Wings

## Spielstätte
| Saison | Zuschauerschnitt | WNBA Zuschauerschnitt |
| 2010   | 4.812            | 7.834                 |
| 2011   | 4.828            | 7.955                 |
| 2012   | 5.203            | 7.457                 |
| 2013   | 5.474            | 7.531                 |
| 2014   | 5.566            | 7.578                 |
| 2015   | 5.167            | 7.318                 |

Die Tulsa Shock trugen ihre Heimspiele seit dem Umzug aus Detroit im BOK Center in Tulsa, Oklahoma aus. Zur damaligen Zeit war das BOK Center außerdem Heimat des ECHL(East Coast Hockey League)-Team der Tulsa Oilers. Bis 2011 spielte dort auch das AFL-Team der Tulsa Talons.

### Zuschauerzahlen
Nach dem Umzug konnte nie der erhoffte Zuschauerzuspruch erzielt werden. In den sechs Saisons wurde fünfmal der schwächste Besuch aller WNBA-Teams erzielt. In der letzten Saison erreicht man den vorletzten Platz nur weil die San Antonio Stars umbaubedingt in eine kleinere Halle ziehen mussten.

## Erfolge und Ehrungen

### Sportliche Erfolge
Während die Detroit Shock 2003, 2006 und 2008 die WNBA-Meisterschaft gewannen, konnten die Tulsa Shock seit dem Umzug aus Auburn Hills vor der Saison 2010 kaum sportliche Erfolge feiern und erreichte nur einmal die Playoffs.

### Individuelle Auszeichnungen
Nachdem die Shock in Detroit bereits viele individuelle Auszeichnungen errungen hatten, konnten in Tulsa trotz der fehlenden Teamerfolge drei Spielerinnen insgesamt vier Auszeichnungen erringen. Am erfolgreichsten war dabei Courtney Paris mit zwei Auszeichnungen.
| Saison | Kategorie                          | Spielerin       |
| ------ | ---------------------------------- | --------------- |
| 2013   | WNBA Sixth Woman of the Year Award | Riquna Williams |
| 2014   | WNBA Most Improved Player Award    | Skylar Diggins  |
| 2014   | WNBA Peak Performer Rebounds       | Courtney Paris  |
| 2015   | WNBA Peak Performer Rebounds       | Courtney Paris  |

### Saison für Saison
Abkürzungen: Sp. = Spiele, S = Siege, N = Niederlagen
| Saison                  | Sp. | S   | N   | Siege in % | Platz                  | Playoffs |
| Detroit Shock           |     |     |     |            |                        | |
| 1998                    | 30  | 17  | 13  | 56,7       | 4., Eastern Conference | nicht qualifiziert |
| 1999                    | 32  | 15  | 17  | 46,9       | 2., Eastern Conference | Niederlage im Conference Semifinal, 0:1 (Charlotte Sting) |
| 2000                    | 32  | 14  | 18  | 43,8       | 5., Eastern Conference | nicht qualifiziert |
| 2001                    | 32  | 10  | 22  | 31,3       | 7., Eastern Conference | nicht qualifiziert |
| 2002                    | 32  | 9   | 23  | 28,1       | 8., Eastern Conference | nicht qualifiziert |
| 2003                    | 34  | 25  | 9   | 73,5       | 1., Eastern Conference | Sieg in den Conference Semifinals, 2:1 (Cleveland Rockers) Sieg im Conference Final, 2:0 (Connecticut Sun) WNBA-Meister, 2:1 (Los Angeles Sparks)                 |
| 2004                    | 34  | 17  | 17  | 50,0       | 3., Eastern Conference | Niederlage in den Conference Semifinals, 1:2 (New York Liberty)                                                                                                   |
| 2005                    | 34  | 16  | 18  | 47,1       | 4., Eastern Conference | Niederlage in den Conference Semifinals, 0:2 (Connecticut Sun) |
| 2006                    | 34  | 23  | 11  | 67,6       | 2., Eastern Conference | Sieg in den Conference Semifinals, 2:0 (Indiana Fever) Sieg in den Conference Finals, 2:1 (Connecticut Sun) WNBA-Meister, 3:2 (Sacramento Monarchs)               |
| 2007                    | 34  | 24  | 10  | 70,6       | 1., Eastern Conference | Sieg in den Conference Semifinals, 2:1 (New York Liberty) Sieg in den Conference Finals, 2:1 (Indiana Fever) Niederlage in den WNBA Finals, 2:3 (Phoenix Mercury) |
| 2008                    | 34  | 22  | 12  | 64,7       | 1., Eastern Conference | Sieg in den Conference Semifinals, 2:1 (Indiana Fever) Sieg in den Conference Finals, 2:1 (New York Liberty) WNBA-Meister, 3:0 (San Antonio Silver Stars)         |
| 2009                    | 34  | 18  | 16  | 52,9       | 3., Eastern Conference | Sieg in den Conference Semifinals, 2:0 (Atlanta Dream) Niederlage in den Conference Finals, 1:2 (Indiana Fever)                                                   |
| Gesamt (Detroit Shock)  | 396 | 210 | 186 | 53,0       |                        | 8 Playoff-Teilnahmen in 12 Saisons 17 Serien: 12 Siege, 5 Niederlagen 49 Spiele: 30 Siege, 19 Niederlagen (61,2 %)                                                |
| Tulsa Shock             |     |     |     |            |                        | |
| 2010                    | 34  | 6   | 28  | 17,6       | 6., Western Conference | nicht qualifiziert |
| 2011                    | 34  | 3   | 31  | 8,8        | 6., Western Conference | nicht qualifiziert |
| 2012                    | 34  | 9   | 25  | 26,5       | 5., Western Conference | nicht qualifiziert |
| 2013                    | 34  | 11  | 23  | 32.4       | 6., Western Conference | nicht qualifiziert |
| 2014                    | 34  | 12  | 22  | 35,3       | 6., Western Conference | nicht qualifiziert |
| 2015                    | 34  | 18  | 16  | 52,9       | 3., Western Conference | Niederlage in den Conference Semifinals, 0:2 (Phoenix Mercury) |
| Gesamt (Tulsa Shock)    | 204 | 59  | 145 | 28,9       |                        | 1 Playoff-Teilnahme in 6 Saisons 1 Serie: 0 Siege, 1 Niederlage 2 Spiele: 0 Siege, 2 Niederlagen (0,0 %)                                                          |
| Gesamt                  | 600 | 269 | 331 | 44,8       |                        | 9 Playoff-Teilnahmen in 18 Saisons 18 Serien: 12 Siege, 6 Niederlagen 51 Spiele: 30 Siege, 21 Niederlagen (58,8 %)                                                |
| weiter bei Dallas Wings |     |     |     |            |                        | |

## Trainer
| Name             | Saison        | Reguläre Saison | Reguläre Saison | Reguläre Saison | Playoffs | Playoffs | Playoffs |
| Name             | Saison        | GC              | W               | L               | GC       | W        | L        |
| Nolan Richardson | 2010 bis 2011 | 45              | 7               | 38              | –        | –        | –        |
| Teresa Edwards   | 2011          | 23              | 2               | 21              | –        | –        | –        |
| Gary Kloppenburg | seit 2012     | 34              | 9               | 25              | –        | –        | –        |

Nach der Saison 2009 standen die Shock offiziell zum Verkauf bereit. Eine Gruppe von Investoren aus Tulsa, Oklahoma waren an dem Kauf des Franchise interessiert und um ihre Absichten zu untermauern wurde am 20. Oktober 2009 mit Nolan Richardson der potentielle neue Trainer der Shock präsentiert. Schlussendlich wurden die Shock erfolgreich nach Tulsa umgesiedelt und somit wird Richardson in der Saison 2010 der erste Cheftrainer der Tulsa Shock sein.

## Spielerinnen

### Erstrunden-Wahlrechte beim WNBA Draft
| Name                       | Jahr | Draft-Position |
| -------------------------- | ---- | -------------- |
| Liz Cambage Kayla Pedersen | 2011 | 2. 7.          |
| Glory Johnson              | 2012 | 4.             |
| Skylar Diggins             | 2013 | 3.             |
| Odyssey Sims               | 2014 | 2.             |
| Amanda Zahui B.            | 2015 | 2.             |

In den sechs Jahren während denen das Franchise in Tulsa beheimatet war, hatte der Klub sechs Draftrechte in der ersten Runde des WNBA Drafts. Nachdem 2010 kein Auswahlmöglichkeit in der ersten Runde bestand könnte das Team 2011 gleich zweimal auswählen. In den weiteren Saisons hatte das Team jeweils einen Draft-Pick in der ersten Runde.
Aufgrund der schwachen sportlichen Leistungen der Shock in Tulsa hatte das Team regelmäßig hohe Draft-Picks. Insgesamt dreimal konnte eine Spielerin an der zweiten Position ausgewählte werden. Trotz dieser hohen Draft-Picks konnte aber keine Spielerin der Shock die Auszeichnung als bester Neuling des Jahres erringen und die Spielstärke des Team nahm auch nicht deutlich zu.